# Беккер, Густаво Адольфо
Густа́во Адо́льфо Бе́ккер (исп. Gustavo Adolfo Bécquer, настоящее имя Густа́во Адо́льфо Доми́нгес Басти́да, исп. Gustavo Adolfo Domínguez Bastida; 17 февраля 1836, Севилья — 22 декабря 1870, Мадрид) — крупнейший испанский писатель-романтик.

## Биография и творчество
Сын художника Хосе Домингеса Беккера, подписывавшего свои работы псевдонимом Беккер — фамилией одного из предков, переселившихся в Испанию из Фландрии в XVI веке. 
Рано потерял отца и мать: отец умер, когда мальчику было пять лет. В одиннадцать он потерял мать. Воспитывался вместе со своим братом Валериано у дяди Хоакина Домингеса Беккера и крестной Мануэлы Моннехай. В доме этой просвещённой женщины имелась хорошая библиотека французской литературы, позволившая Густаво заняться самообразованием. Начальное образование Густаво получил в школе Сан-Антонио, затем поступил в мореходное училище Сан-Тельмо. 
В 1854 году покинул родной город и отправился покорять литературный Мадрид. Вёл богемный образ жизни, зарабатывал журналистикой и писанием комедий. Испытал влияние Байрона, Мюссе и (особенно) Гейне. Работал над книгой об истории монастырей Испании (при жизни вышел лишь первый том). Несколько раз безуспешно пытался служить в различных государственных учреждениях, включая цензуру. Жил в нужде. Автор знаменитого сборника стихов «Рифмы». Сочинял фантастические новеллы в манере Гофмана. 
В конце пятидесятых Густаво познакомился с дочерью своего лечащего врача Кастой Эстебан, а в мае 1861 женился на ней. Брак поэта (1861—1868) оказался неудачным. Безденежье, вынужденная борьба за существование. Беккер решил, что Каста неверна ему, и отказывается признать третьего сына, Эусебио. Летом 1868 года произошёл окончательный разрыв с женой.
Осенью 1870 года в стране бушевала эпидемия оспы. 
Смерть любимого брата Валерьяно в сентябре 1870 года погрузила 34-летнего Густаво в депрессию. Давал о себе знать неизлечимый туберкулёз (по другой версии — сифилис). Он умер через три месяца. Прах обоих братьев был впоследствии вывезен из Мадрида в родную Севилью.

## Признание
Поколение 98 года и Поколение 27 года признали поэзию Беккера — вместе со стихами Росалии де Кастро — началом современной испанской лирики. Сборник его стихов «Рифмы» и книга новелл «Легенды» постоянно переиздаются в Испании, переведены на большинство европейских языков. Есть мнение, что Беккер является ныне самым читаемым автором на испанском языке после Сервантеса.
Сочинения на стихи Беккера писали композиторы Альбенис, Фалья, Момпоу, Хоакин Турина.

## Публикации на русском языке
- Избранные легенды в переводе Е. А. Бекетовой. СПб.: А. С. Суворин, 1895.
- Беккер Г.-А. Избранные произведения: Сост. и предисл. Н. Ванханен. М.: Худож.лит., 1985.
- Густаво Адольфо Беккер "РИФМЫ" Биографический очерк и переводы В. Анталова. Asturcom, 2016.
- Густаво Адольфо Беккер «Лирика» в переводе Р. Лермонтовой, Н. Ванханен, П. Грушко и др.. Харьков: «НТМТ», 2015.
- «Жизнь и поэзия Густаво Адольфо Беккера» (Роза Наварро Дюран, перевод Р. Лермонтова). Донецк, 2016.
- Аккордеон, на котором играет ангел: Стихотворения, легенды, рассказы, эссе и др.: пер. с испанского яз. — (составитель, автор предисловия Н. Ю. Ванханен. В оформлении исп. фрагмент портр. Густаво Адольфо Беккера работы его брата Валериано) — М.: Центр книги Рудомино, 2021. — 512 с.: ил. — 500 экз.; ISBN 978-5-00087-194-2 [К 150-летию со дня смерти Густаво Адольфо Беккера; К 125-летию первого «русского» Беккера]